# Randy Smyth
Randy Smyth, född den 7 juli 1954 i Pasadena, Kalifornien, är en amerikansk seglare.
Han tog OS-silver i tornado i samband med de olympiska seglingstävlingarna 1992 i Barcelona.